# Ульяновка (Раздольненский район)
Улья́новка (укр. Ульяновка, крымскотат. Tavkel Nayman, Тавкель Найман) — село в Раздольненском районе Республики Крым, входит в состав Берёзовского сельского поселения (согласно административно-территориальному делению Украины — Берёзовского сельского совета Автономной Республики Крым)

## Население
| 2001 | 2014 |
| ---- | ---- |
| 211  | ↘40  |

Всеукраинская перепись 2001 года показала следующее распределение по носителям языка
| Язык             | Процент |
| ---------------- | ------- |
| русский          | 41.23   |
| крымскотатарский | 41.23   |
| украинский       | 13.27   |
| белорусский      | 1.9     |

### Динамика численности
- 1989 год — 138 чел.[10]
- 2001 год — 211 чел.[11]
- 2009 год — 123 чел.[12]
- 2014 год — 40 чел.[13]

## Современное состояние
На 2016 год в Ульяновке числится 5 улиц; на 2009 год, по данным сельсовета, село занимало площадь 38 гектаров, на которой в 18 дворах проживало 123 человека. Ульяновка связанка автобусным сообщением с райцентром и соседними населёнными пунктами.

## География
Ульяновка — село на юго-западе района, в степном Крыму, у границы с Черноморским районом, высота центра села над уровнем моря — 46 м. Ближайшие населённые пункты — Нива в 3 км на запад и Берёзовка в 2 км на восток. Расстояние до райцентра около 33 километров (по шоссе), ближайшая железнодорожная станция — Евпатория — примерно 46 километров. Транспортное сообщение осуществляется по региональной автодороге 35Н-431 Славное — Берёзовка (по украинской классификации — С-0-11111).

## История
Время образования села неизвестно. Существует версия, что ранее село называлось Рака. В 1926 году первые ходоки-евреи из  Житомирской  области, будущие основатели села Берёзовка, поселились в бывшей  экономии Рака. В 1931 году на базе бывшей экономии организовали МТС.
На двухкилометровке РККА 1942 года селение на месте Ульяновки имеет два названия: Тавкель Найман и Соцдорф, но, учитывая, что указом Президиума Верховного Совета РСФСР от 18 мая 1948 года, в Бугры был переименован Соцдорф, возможно, Ульяновка выделена в отдельное село в послевоенное время.
Время включения в Берёзовский сельсовет пока не установлено: на 15 июня 1960 года село уже числилось в его составе. Указом Президиума Верховного Совета УССР «Об укрупнении сельских районов Крымской области», от 30 декабря 1962 года село присоединили к Красноперекопскому району. 1 января 1965 года, указом Президиума ВС УССР «О внесении изменений в административное районирование УССР — по Крымской области», вновь включили в состав Раздольненского. В период между 1968 годом (когда село Бугры ещё числилось в составе Берёзовского сельского совета) и 1977 годом к Ульяновке присоединили село Бугры. По данным переписи 1989 года в селе проживало 138 человек. С 12 февраля 1991 года село в восстановленной Крымской АССР, 26 февраля 1992 года переименованной в Автономную Республику Крым. С 21 марта 2014 года в составе Крыма, аннексирована Россией.
12 мая 2016 года парламент Украины, не признающий российскую аннексию, принял постановление о переименовании села в Тавкель-Найман (укр. Тавкель-Найман), в соответствии с законами о декоммунизации, однако данное решение не вступает в силу до «возвращения Крыма под общую юрисдикцию Украины».